# Goodfarm Township (comté de Grundy, Illinois)
Goodfarm Township est un township du comté de Grundy dans l'Illinois, aux États-Unis,. 

## Source de la traduction
- (en) Cet article est partiellement ou en totalité issu de l’article de Wikipédia en anglais intitulé « Goodfarm Township, Grundy County, Illinois » (voir la liste des auteurs).